# Luis Enrique (cantor)
Luis Enrique Mejía López (Somoto, 28 de setembro de 1962) é um cantor e compositor nicaraguense. Conhecido como "El Príncipe de la Salsa", ele já lançou mais de 20 álbuns. Seu single "Yo No Sé Mañana ", recebeu o Grammy Latino de "Melhor Canção Tropical".

## Discography
Álbuns de estúdio
- Amor de Media Noche (1987)
- Amor y Alegria (1988)
- Mi Mundo (1989)
- Luces del Alma (1990)
- Una historia diferente (1991)
- Dilema (1993)
- Luis Enrique (1994)
- Genesis (1996)
- Timbalaye (1999)
- Evolución (2000)
- Transparente (2002)
- Dentro Y Fuera (2007)
- Ciclos (2009)
- Soy y Seré (2011)
- Jukebox: Primera Edición (2014)
- Tiempo Al Tiempo (2019)